# 西田幸樹
西田 幸樹（にしだ こうき）は、日本の写真家。

## 来歴
熊本県出身。1982年に横木安良夫のアシスタントとなり、1986年からフリーカメラマンとして独立。以後スコラなどから写真集の撮影をはじめた。女優やアイドルの写真集を多数撮影している。東京都港区に、西田幸樹事務所を構え営業している。

## 人物
- プロカメラマン田中宏和の師匠である[2]。
- 講談社の週刊現代やフライデー、集英社の週刊プレイボーイ、小学館の週刊ポストなど主要な雑誌グラビアを幅広く席巻している。また、2012年、2013年現在と続けて、双葉社の週刊大衆の表紙カメラマンを担当している[3]。
- 同世代の写真家に宮澤正明などがいる。
- 第47回講談社出版文化賞写真賞受賞[4]。

## 主な作品
- 1980年代の写真集
  - 梶原真理子 写真集 （フレッシュスコラ) 1989年2月
  - 広田恵子 写真集 (フレッシュスコラ) ISBN 978-4882754107 1989年6月
  - 新井由美子 写真集 (フレッシュスコラ) 1989年7月

- 1990年代の写真集
  - 河合美果 ファースト写真集『風がおしえてくれる』 英知出版 1991年1月
  - 秋山エミ 写真集『Sentimental』(デラべっぴん特別編集) 英知出版 1991年3月
  - 古谷芳香 セカンド写真集『豊饒』ドリームワークス出版 1991年4月
  - 『BELLE写真館』 英知出版 ISBN 978-4754213220 1991年11月
  - 白石ひとみ ファースト写真集『eyes(アイズ)』 英知出版 1992年3月
  - 原久美子 写真集『JUST FIT』 (パパラブックス)ISBN 4847022467 1992年3月
  - 稀崎優 写真集『FAIRY』 1993年9月
  - 三浦綺音 写真集 『nu(ヌー)』 英知出版 1993年9月
  - 沢田奈緒美 写真集『INNOCENT』 リイド社 1993年11月
  - 葉山レイコ 写真集『麗裸』 スコラ ISBN 978-4796201360 1993年12月
  - 小松みゆき 写真集『ベイ・サイド・レディ』 英知出版 1994年12月
  - 吉野美佳 写真集『One Day』ぶんか社 ISBN 978-4821120383 1995年3月
  - 遠野奈津子 写真集『夏子』 1995年7月
  - 小塚さおり 写真集『Metamorphosis』スコラ 1996年3月
  - C.C.ガールズ 写真集『brand‐new girls!』1996年9月
  - 黒田美礼 写真集『mirei』ぶんか社 ISBN 978-4821121489 1997年6月
  - 山口沙弥加 写真集『Precious』 1998年5月
  - 吉野紗香 写真集『Sweet 16』ワニブックス ISBN 978-4847024986 1998年7月
  - 黒羽夏奈子 写真集『rhythm』ぶんか社 ISBN 978-4821122318 1998年7月
  - 竹内結子 写真集『たけうち』ぶんか社 ISBN 978-4821122325 1998年10月
  - 藤森みゆき ファースト写真集『Dolce』スコラ ISBN 978-4796205450 1999年4月
  - 藤森みゆき セカンド写真集『re‐New』ルー出版 ISBN 978-4897780825 1999年5月
  - 奥菜恵 写真集『ESCAPE』ワニブックス ISBN 978-4847025426 1999年8月

- 2000年代の写真集
  - 本上まなみ 写真集『Days of Heaven』小学館 2000年2月
  - 青木裕子 引退記念写真集（共作：井ノ元浩二、塚田和徳、木村晴） 2000年7月
  - 三津谷葉子 サード写真集『Dear』 ワニブックス ISBN 978-4847025877 2000年11月
  - 来栖あつこ 写真集『N°5』 英知出版 ISBN 978-4754212742 2000年11月
  - 平田裕香 写真集（ミリオンムック Vol.1）大洋図書 ISBN 978-4813006732 2002年7月
  - 高橋愛 サード写真集『わたあめ』 ワニブックス ISBN 978-4847028069 2004年5月
  - 眞野裕子 写真集『裕子』 ワニブックス ISBN 978-4847028434 2005年1月
  - 堀北真希 写真集『ひこうきぐも』 小学館 ISBN 978-4091012227 2005年7月
  - 平田薫 ファースト写真集『薫風』 ワニブックス 2006年7月
  - 新垣里沙 サード写真集『一瞬』ワニブックス ISBN 4-8470-4013-9 2007年5月
  - 真野恵里菜 ファースト写真集『真野恵里菜』ワニブックス ISBN 978-4847041532 2009年2月
  - 平田裕香 写真集 sabra DVD MOOK Determination 小学館 ISBN 978-4091030764 2009年8月

- 2010年代の写真集
  - 高橋愛 ラスト写真集『愛愛愛』ワニブックス ISBN 978-4847043970 2011年9月
  - 和田彩花 セカンド写真集『彩-aya-』ワニブックス ISBN 978-4-8470-4434-2 2012年1月
  - 濱田のり子 写真集『SHAVED』 ISBN 978-4905395041 2012年2月
  - 鈴木愛理 写真集『この風が好き』ワニブックス ISBN 978-4847044649 2012年6月
  - 鞘師里保 セカンド写真集『アンドゥトゥア』ワニブックス ISBN 978-4-8470-4486-1 2012年7月
  - 今井メロ ファースト写真集『Mellow Style』講談社 ISBN 978-4063528381 2013年4月
  - 今野杏南 ファースト写真集『anna』ワニブックス ISBN 978-4847045608 2013年7月
  - 鈴木愛理 写真集『 泳がない夏 』ワニブックス ISBN 978-4847045721 2013年8月
  - 木村文乃 ファースト写真集『ふみの』ワニブックス ISBN 978-4847045943 2013年11月
  - 宮本佳林 ファースト写真集『佳林』ワニブックス ISBN 978-4-8470-4653-7 2014年6月
  - 安枝瞳 ファースト写真集『H PEAK』小学館 ISBN 9784096822043  2015年1月
  - 鞘師里保 4th写真集『十六歳』ワニブックス ISBN 978-4-8470-4742-8 2015年3月
  - 浜辺美波 ファースト写真集『瞬間』ワニブックス ISBN 978-4847047558 2015年5月
  - 植村あかり ファースト写真集『AKARI』ワニブックス ISBN 978-4847047893 2015年10月
  - 小田さくら ファースト写真集『さくら模様』ワニブックス ISBN 978-4-8470-4839-5 2016年5月
  - 植村あかり セカンド写真集『AKARIⅡ』ワニブックス ISBN 978-4-8470-4852-4 2016年7月
  - 平塚千瑛 ファースト写真集『Birth』双葉社 ISBN 978-4575311778 2016年9月
  - 真野恵里菜 写真集『陽炎 - KAGEROH - 』ワニブックス ISBN 978-4847048760 2016年11月
  - 有村藍里 ファースト写真集『i』講談社 ISBN 978-4063528596 2017年5月
  - 譜久村聖 写真集『二十歳』ワニブックス ISBN 978-4847049293 2017年7月
  - 17.11 小田さくら セカンド写真集『Sakura Breeze』ワニブックス ISBN 978-4-8470-4975-0 2017年11月
  - 牧野真莉愛 写真集『マリア17歳』ワニブックス ISBN 978-4-8470-4991-0 2018年2月
  - 道重さゆみ『DREAM 道重さゆみ写真集』 ワニブックス ISBN 978-4-8470-8134-7 2018年7月
  - 横山玲奈 ファースト写真集『THIS IS REINA』ワニブックス ISBN 978-4-8470-8126-2 2018年6月
  - 小田さくら サード写真集『さくらのきせつ』ワニブックス ISBN 978-4-8470-8202-3 2019年3月
  - 19.03 壇蜜 『モナリザ雫 壇蜜写真集』講談社 ISBN 978-4-06-515209-6 2019年3月
  - 壇蜜『モナリザ結晶 壇蜜写真集』 講談社 ISBN 978-4-06-515490-8 20193
  - 高木紗友希 ファースト写真集『紗友希』オデッセー出版 2019年8月
  - 横山玲奈 セカンド写真集『REINA is eighteen～N to S～』ワニブックス ISBN 978-4-8470-8231-3 2019年8月

- 2020年代の写真集
  - 小田さくら 4th写真集『SAKURA COLOR』ワニブックス ISBN 978-4-8470-8286-3 2020年4月
  - 山﨑夢羽 ファースト写真集『夢羽』ワニブックス ISBN 978-4-8470-8306-8 2020年6月
  - 青山ひかる 『艶猫 青山ひかる写真集』 双葉社 ISBN 978-4-575-31588-2 2020年11月
  - 橋本梨菜 『黒蜜 橋本梨菜写真集』 ワニブックス ISBN 978-4-8470-8331-0 2020年11月
  - 葵つかさ 9th写真集『葵つかさ』徳間書店 2021年3月
  - 中島史恵 『#53 中島史恵写真集』 双葉社 ISBN 978-4-575-31696-4 2022年2月
  - 街山みほ 『Eden 街山みほ写真集』 講談社 ISBN 978-4-06-527159-9 2022年2月
  - 山﨑夢羽 セカンド写真集『羽化-growing wings-』ワニブックス ISBN 978-4-8470-8430-0 2022年6月

- その他
  - ZARDが発表したCDアルバム『HOLD ME』(1992年)の全写真。